# Скелі Довбуша
Ске́лі До́вбуша — скельно-печерний комплекс, унікальна пам'ятка історії та природи. Розташована за 3 км від села Бубнища (Болехівська міська рада, Івано-Франківська область), в урочищі Бубнище, на території створеного 1996 року Поляницького регіонального парку. 
Комплексна пам'ятка природи «Скелі Довбуша» лежить на висоті 668 м над рівнем моря. Це скелясті виступи пісковиків заввишки до 80 м, що утворились більше 70 млн років тому на дні палеогенового моря. Кам'яний лабіринт завширшки 200 м тягнеться серед буково-смерекового лісу зі сходу на захід майже на 1 км.
За переказами, у XVII–XVIII ст. тут таборували опришки, які використовували печери під сховище.
Унікальний скельний комплекс названий на честь легендарного опришка Олекси Довбуша. Це неповторне за своїми формами і розташуванням нагромадження гігантських скель, каменів, що нагадують дивовижних істот, покраяне глибокими, завжди темними ущелинами, ямами, потаємними ходами та стежками.
Про Бубнище свого часу писав Іван Франко у своєму творі «Бубнище», Михайло Грушевський визначив Скелі Довбуша як оборонний скельно-печерний комплекс. Першим дослідником скель був Іван Вагилевич.

## Сакральне городище
Вивчивши вибиті в каменях печери, зруби, пази, східці, вчені дійшли висновку, що скелі використовувалися людьми, які жили тут у Х ст., під помешкання та в ролі фортеці. Печерні приміщення мають чіткі геометричні форми, правильні пропорції, рівні поверхні вертикальних стін, досить точну прямокутність, чисту обробку стелі.
У X–XII ст. н. е. тут існувало язичницьке святилище — палеообсерваторія.
Городище з трьох боків оточене скелями, з четвертого боку обмежене валом і внутрішнім ровом завширшки 10 м. Діаметр майданчика 40 м. У скелі вибитий колодязь, до якого ведуть кам'яні сходи. Колодязь (2 х 2 м, сучасна глибина 5—6 м) не доходить до води. У скелях вибиті три печери зі збереженими пазами від колод. На скелях зображені солярні знаки, поглиблення у формі долоні, личини. Поруч розташований великий курганний могильник, що складається з насипів діаметром 5 м і заввишки до 1 м.
Залишки 80% слідів забудови дозволить відтворити комплекс у найвірогіднішому вигляді — створити єдиний комплекс дерев'яних наскельних укріплень, який, безумовно, вразить і захопить уяву туристів та екскурсантів, додасть привабливості унікальному природному явищу.

## Історія
Українські землі під гнітом Речі Посполитої стали ареною великих селянських рухів. У різних місцях України ці рухи набували різних форм і методів. Якщо втікачі від панського гніту на Придніпров'ї утікали за Дніпрові пороги і створювали Запорозькі Січі, то упосліджена людність західноукраїнських земель шукала своїх доріг і йшла у рідні гори, які були їм, як козакам Великий Луг та Дніпро, і матір'ю, і батьком. У нетрях лісів, у скелях та печерах на Галицькому Прикарпатті, Буковині та Закарпатті від визиску польських, угорських та молдовських феодалів ховалися втікачі й організовували там загони месників - опришків. Опришківський рух виник спершу на Прикарпатті, згодом охопив Закарпаття й Буковину. Опришки були єдиними захисниками поневолених селян, які називали їх «чорними хлопцями». В гори йшли розорені й скривджені наймити,	комірники, городники, панські слуги, бідні міщани й створювали опришківські загони. Вони нападали на поміщиків, орендарів, лихварів, корчмарів, палили й руйнували шляхетські маєтки і захоплене майно роздавали бідним. Діяли опришки з ранньої весни до пізньої осені. 
Олекса Довбуш був сином бідного селянина з Печеніжина (тепер Івано-Франківська обл.). Прізвище його означає, що хтось з його предків був довбушем або добошем, тобто барабанщиком у війську. Олекса Довбуш, не маючи майна, за прикладом інших селян, розорених шляхтою, пас громадські вівці, а потім залишив родину, пішов в опришки й очолив загін. Загін Олекси Довбуша особливо активно діяв у 1738–1739 роках. Його опорним пунктом були околиці Яблунівського ключа. У 1740 році загін Довбуша відступив у Чорногору й отаборився на горі Стіг на пограниччі Галичини, Молдови та Угорщини. Проти опришків вів безуспішно боротьбу коронний гетьман Й. Потоцький. У 1745 році опришки навіть здобули Богородчанську фортецю. 
Поблизу села Бубнище на Івано-Франківщині височать скелі, які в народі називають «Довбушевими». За однією з легенд, на вершині однієї зі скель — Великому Одинці — зберігаються заховані скарби, відібрані Довбушем у польських панів. А поблизу скель є залишки оборонного рову й валу, на якому був частокіл. У скелях привертають увагу три видовбані залізними тесаками глибокі печери. Трохи вище видовбана в камені криниця, де зберігався запас води. На вершині скель помітні півтораметрового діаметру чаші, які одні вчені вважають за жертовники, інші — за посудини для спалювання смоли з метою подати сигнал про наближення ворога. Саме в цьому стародавньому Бубниському городищі знаходили собі прихисток легендарні опришки Довбуша, коли проходили тут зі своїм загоном у 1744 році під час походу на Дрогобич і Турку. Опришки спорудили у скелях захисні бар'єри, засіки. Люди показують навіть відбиті на камені ноги й руки славетного ватажка. Таких пам'ятних місць, пов'язаних з Довбушем, багато, зокрема, в Горішньому Ясенові є великий камінь Олекси Довбуша, на горі Кедроватій стоїть кам'яне «крісло» Довбуша, печера Довбуша на Говерлі та ін. А в Печеніжині, де народився герой, на пагорбі височить на постаменті велике погруддя Довбуша, створене скульптором В. Борисенком.
Популярності Скель Довбуша в чималій мірі сприяло створення тут рекреаційної зони, а в 1981 року ботаніко-геоморфологічний резерват «Скелі Довбуша» одержав статус пам'ятки природи республіканського значення.

## Світлини

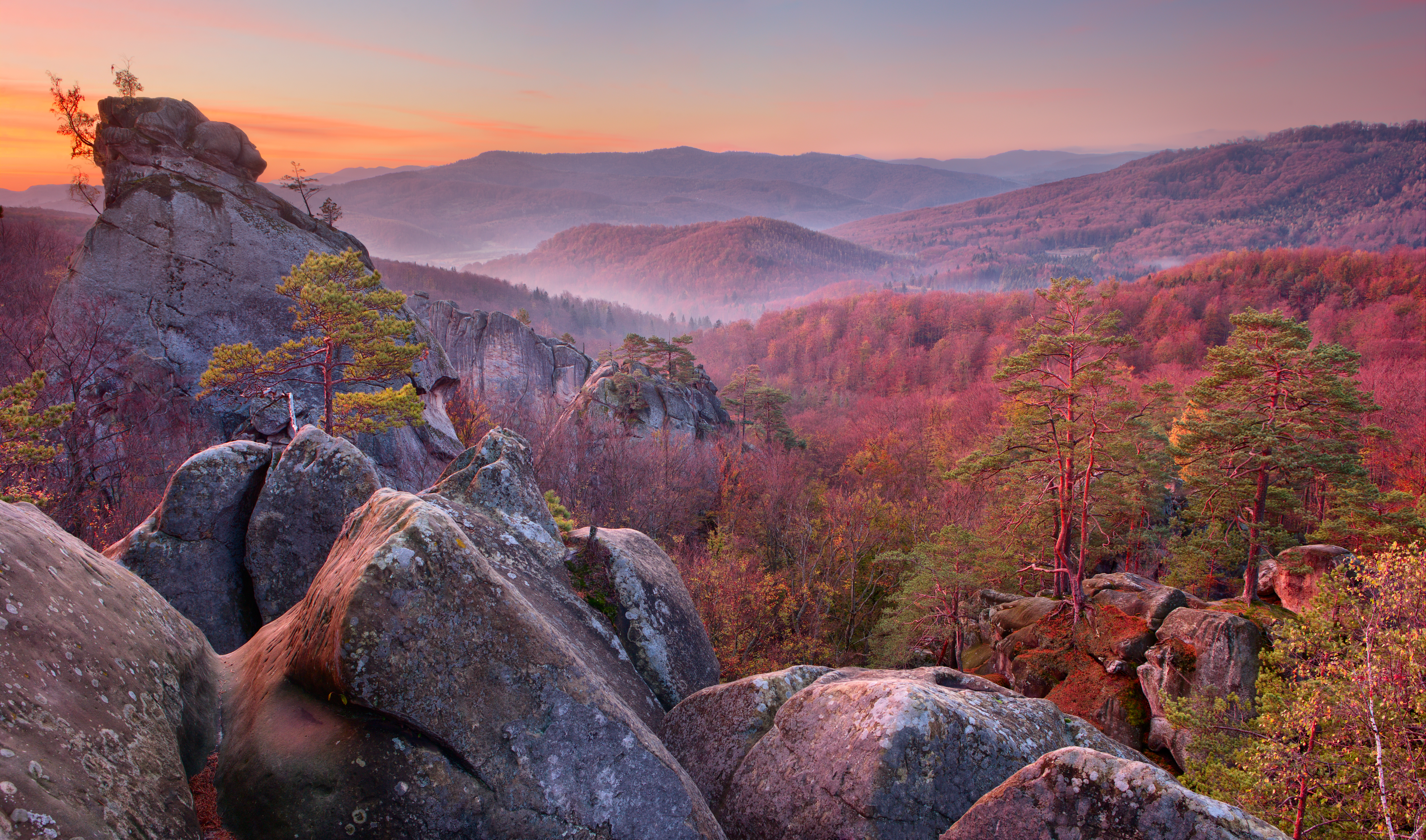
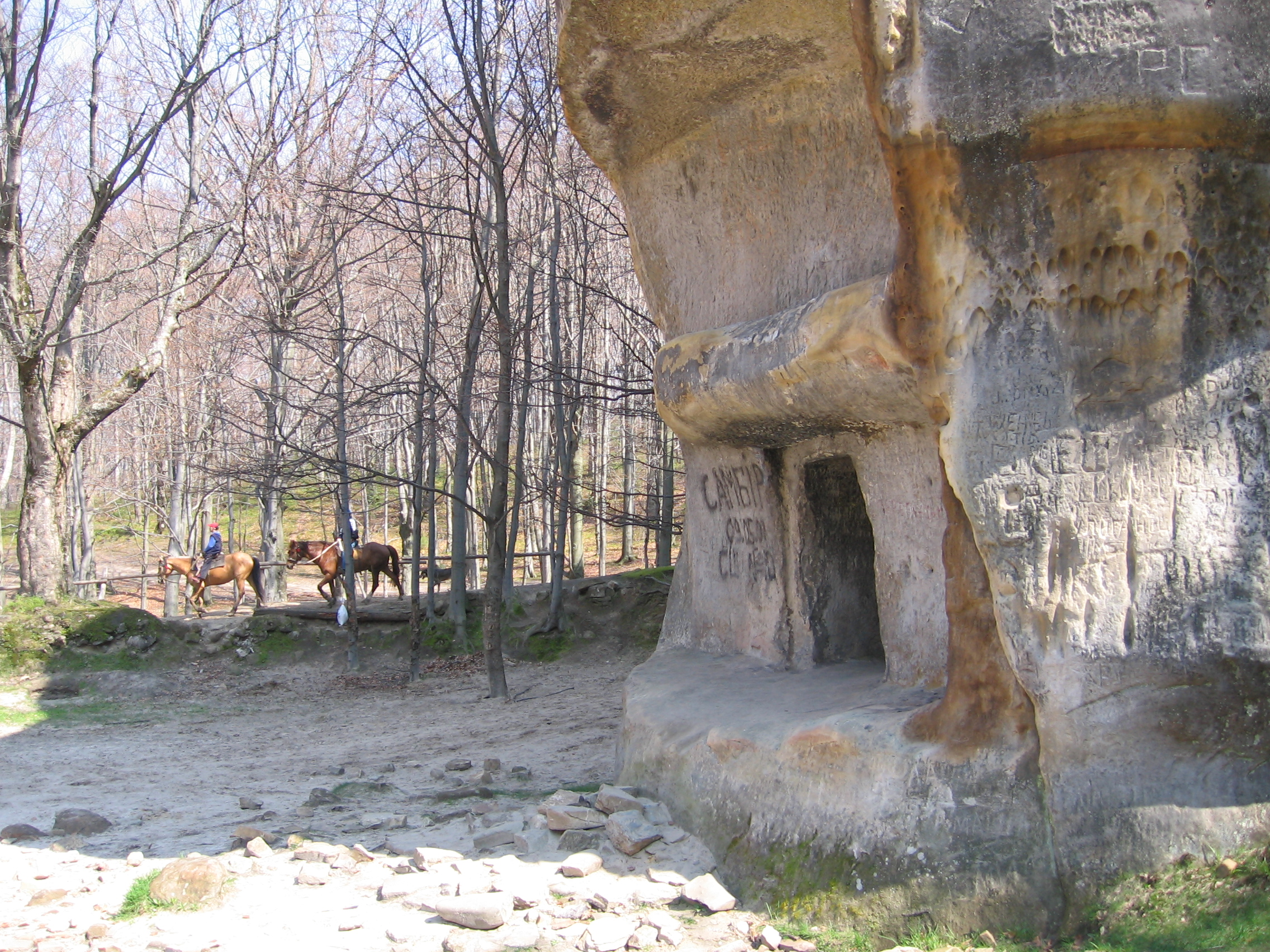
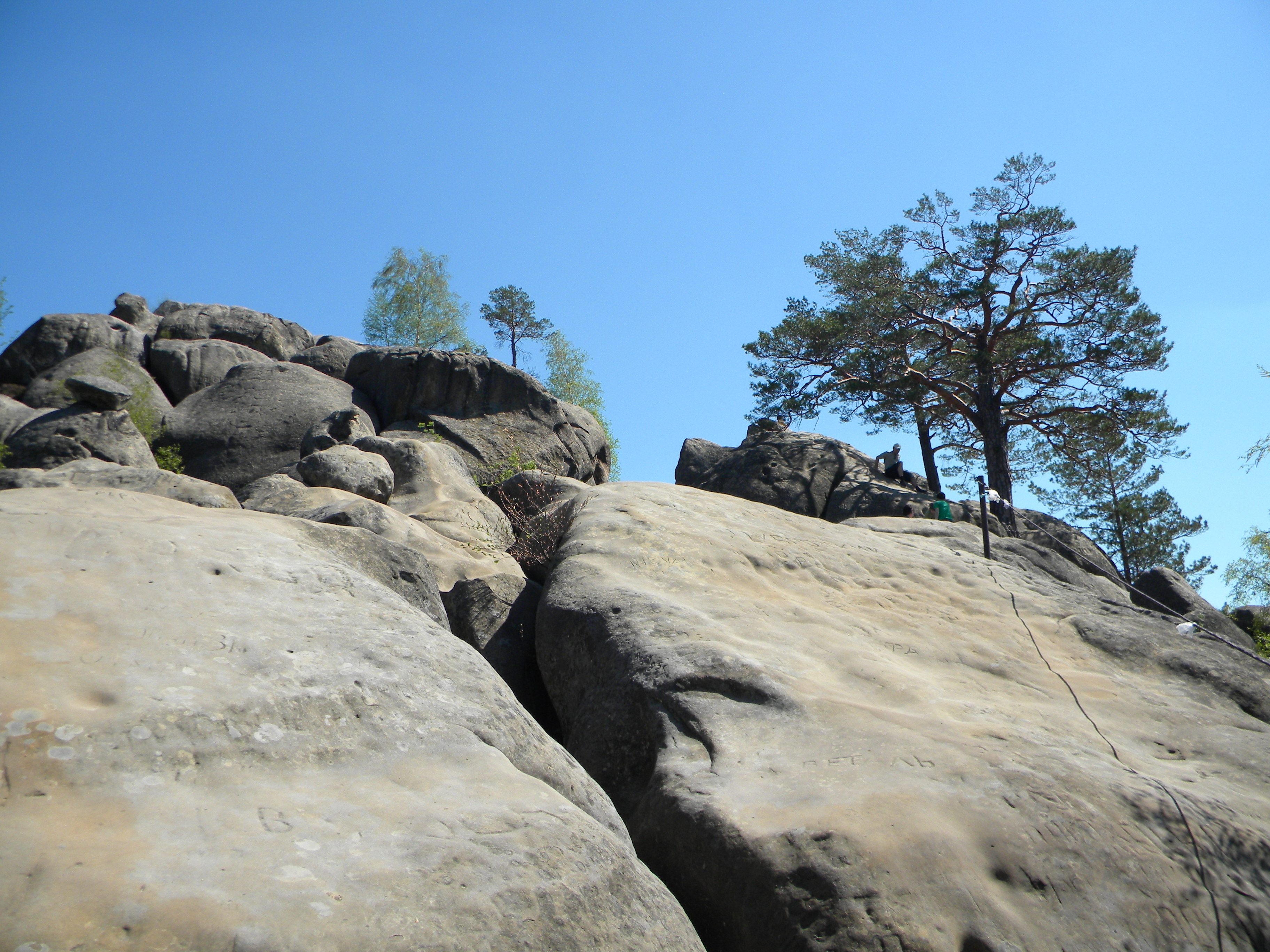
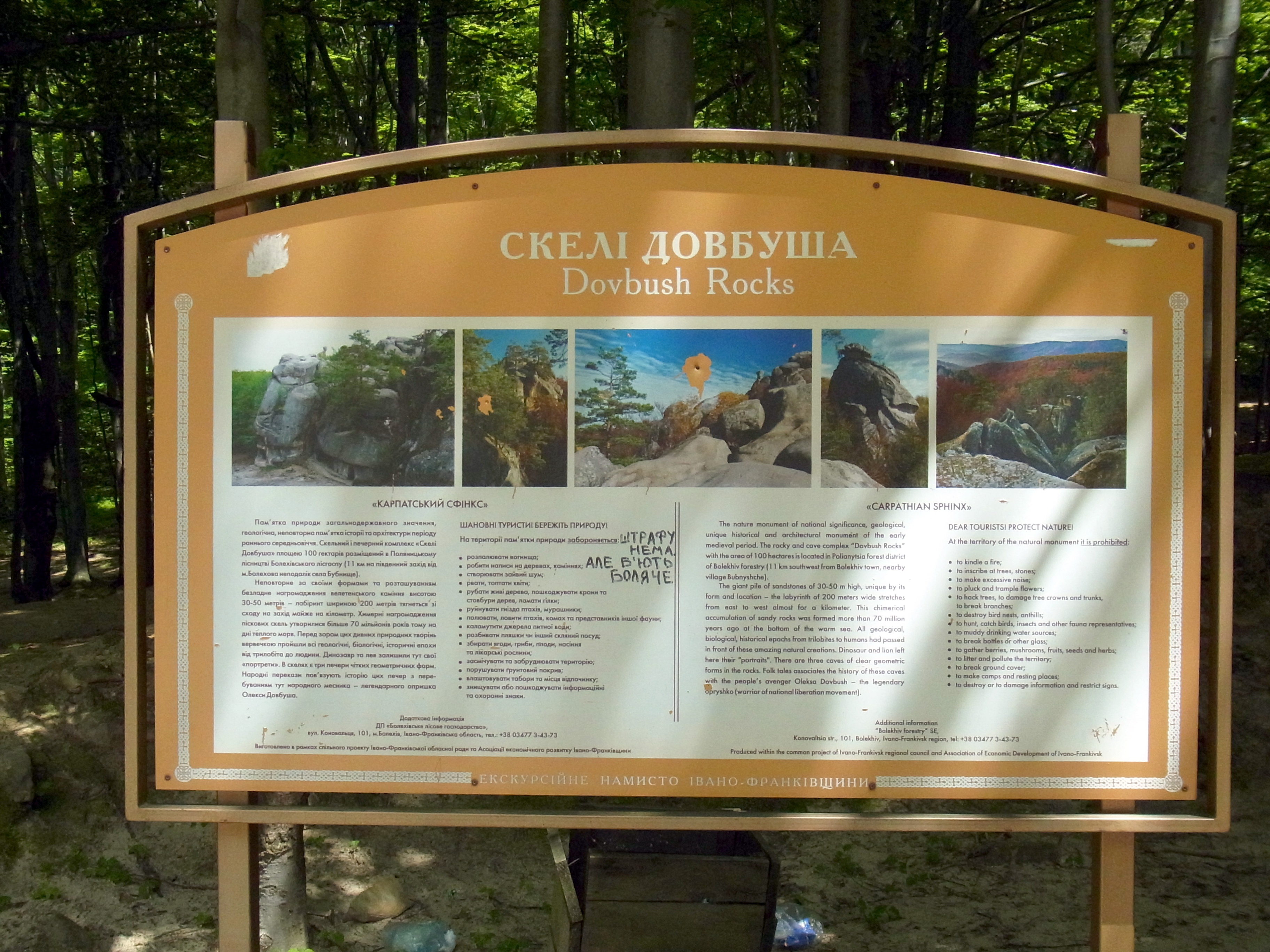
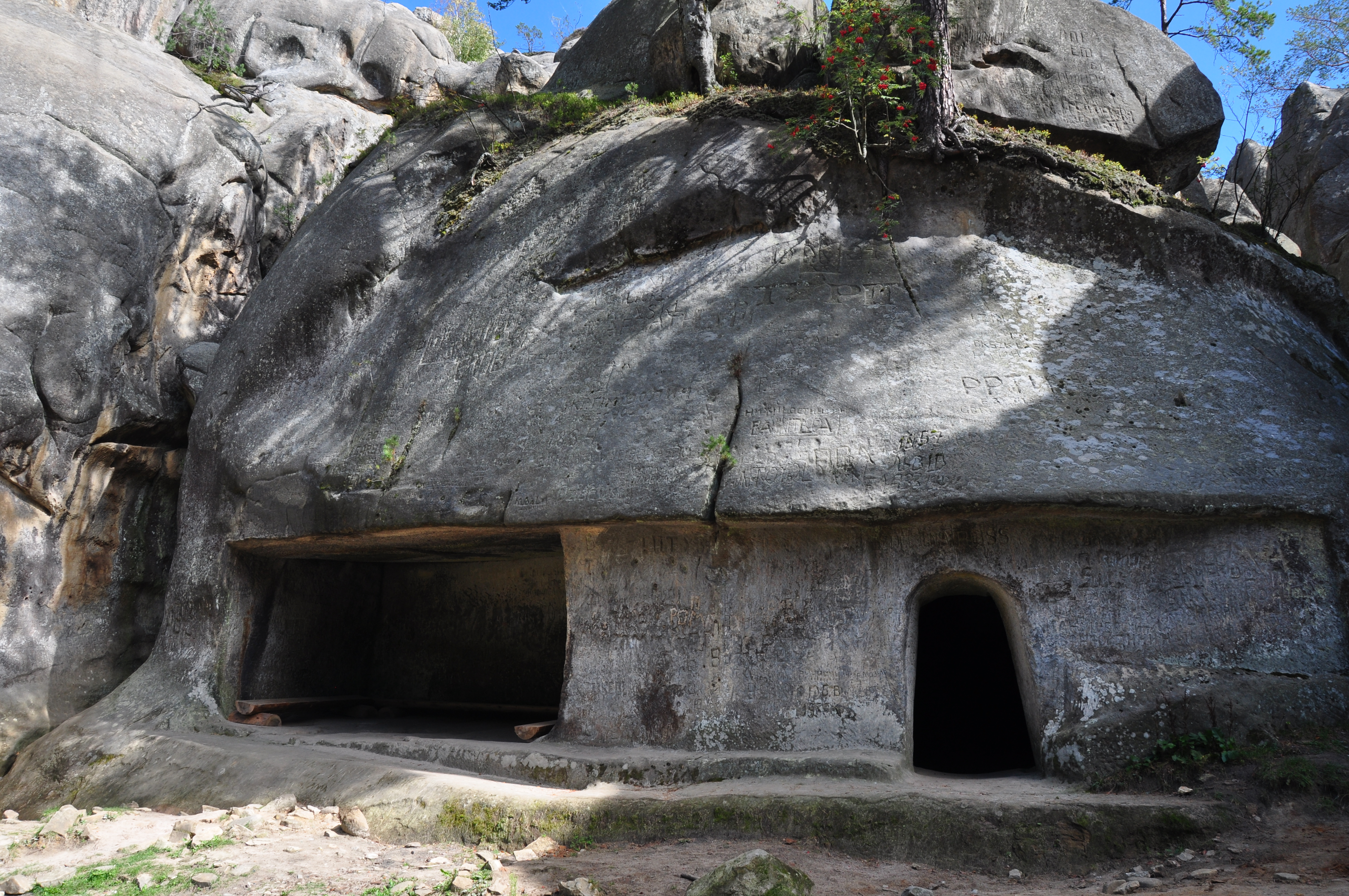
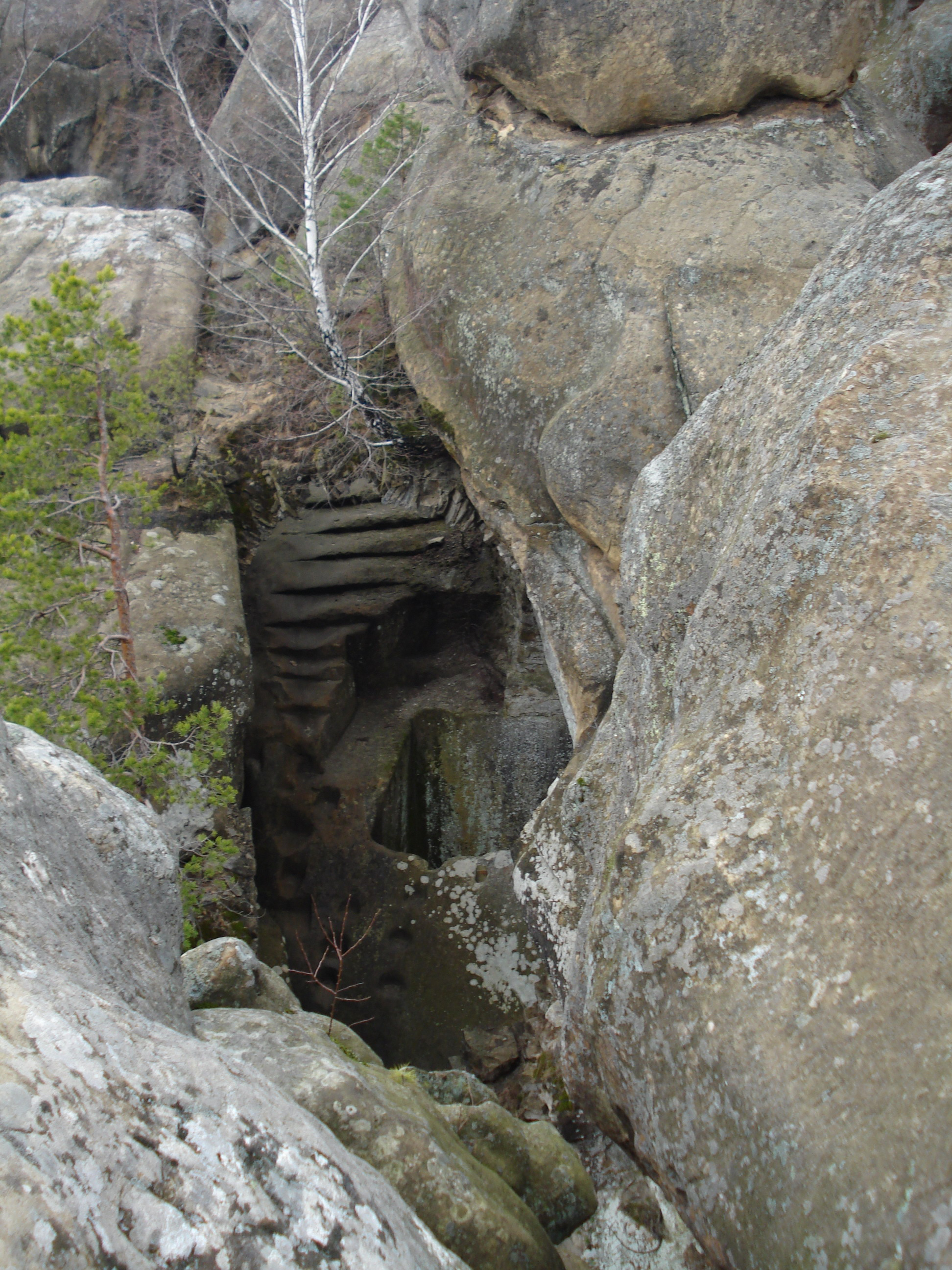
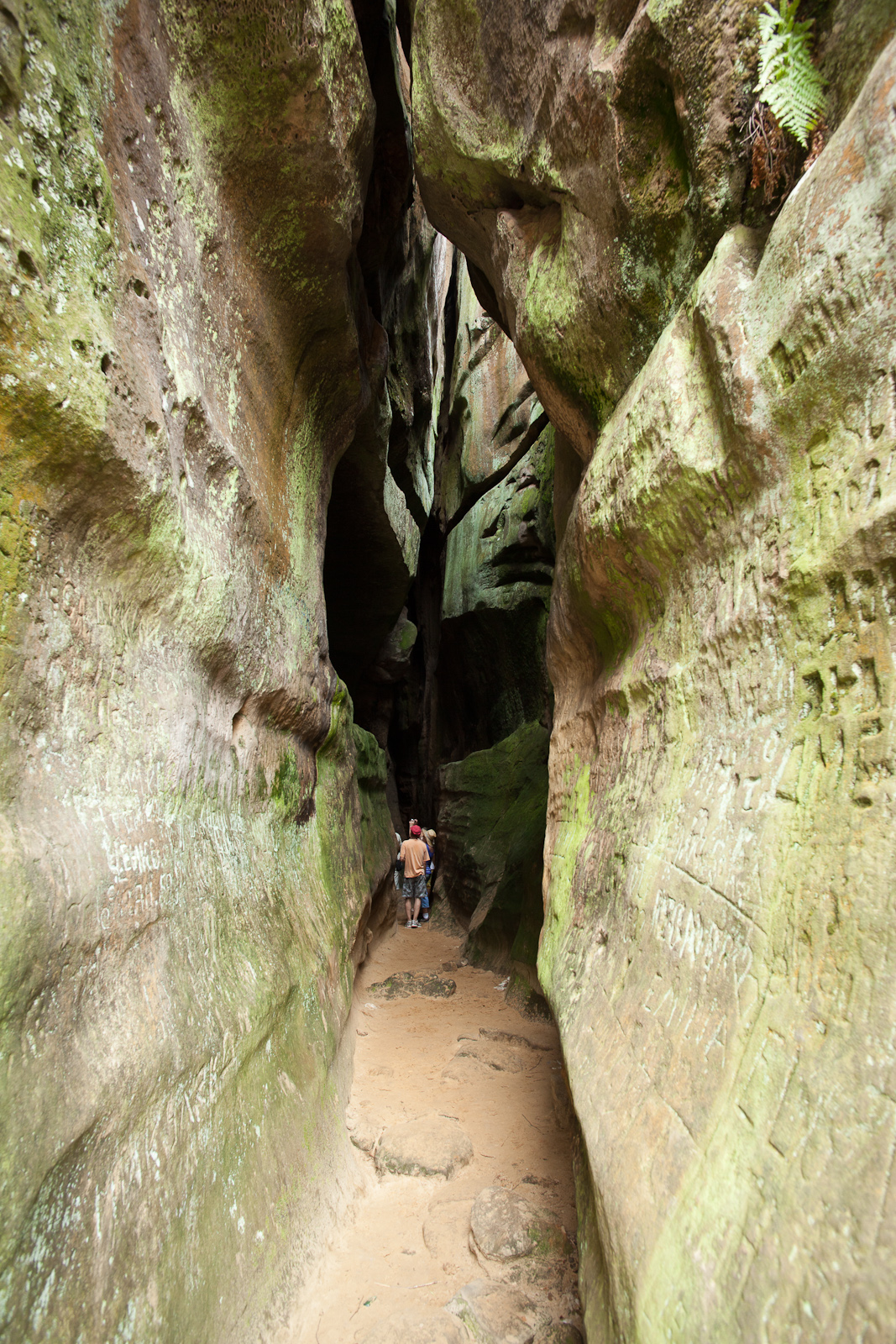
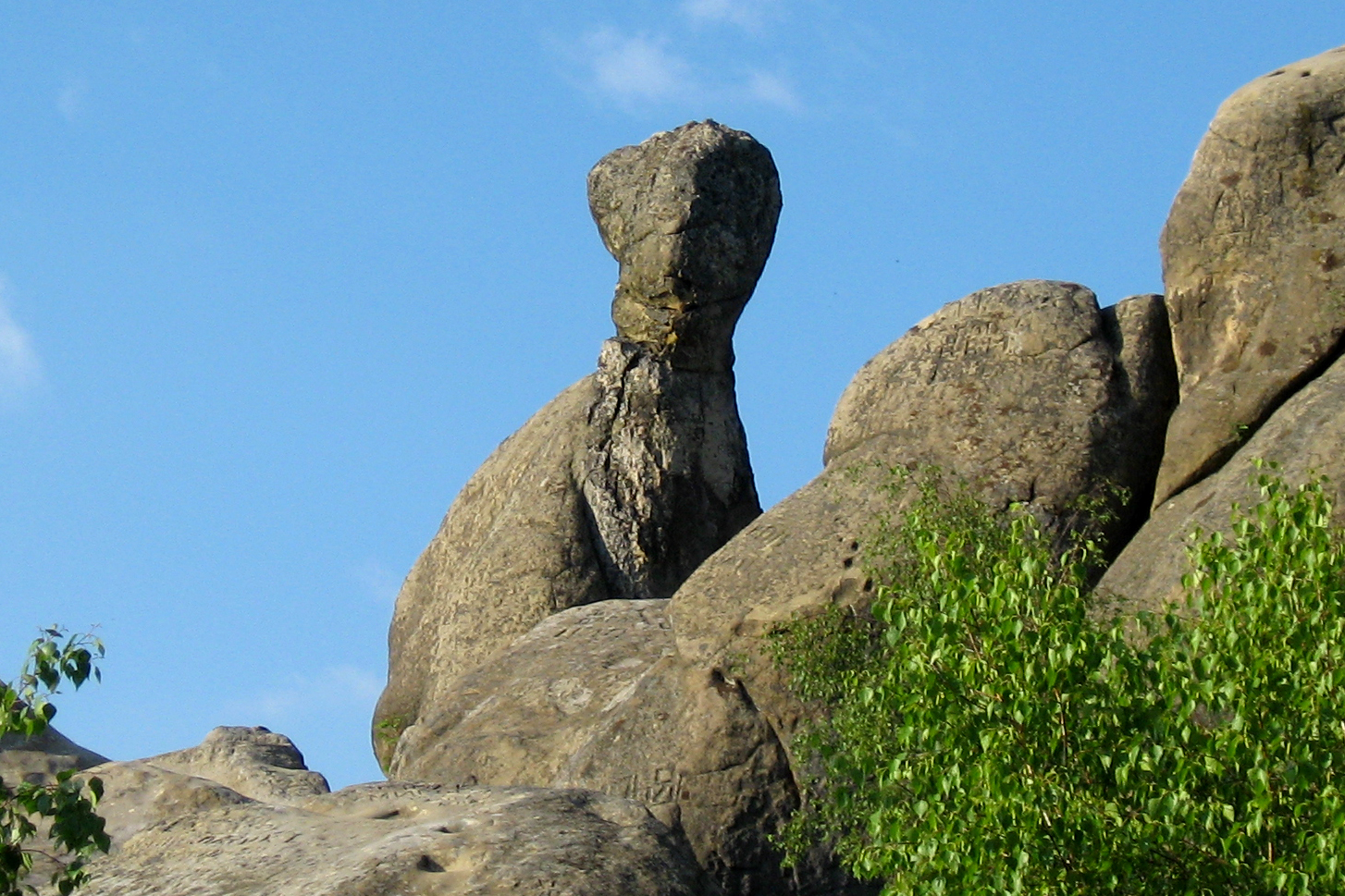
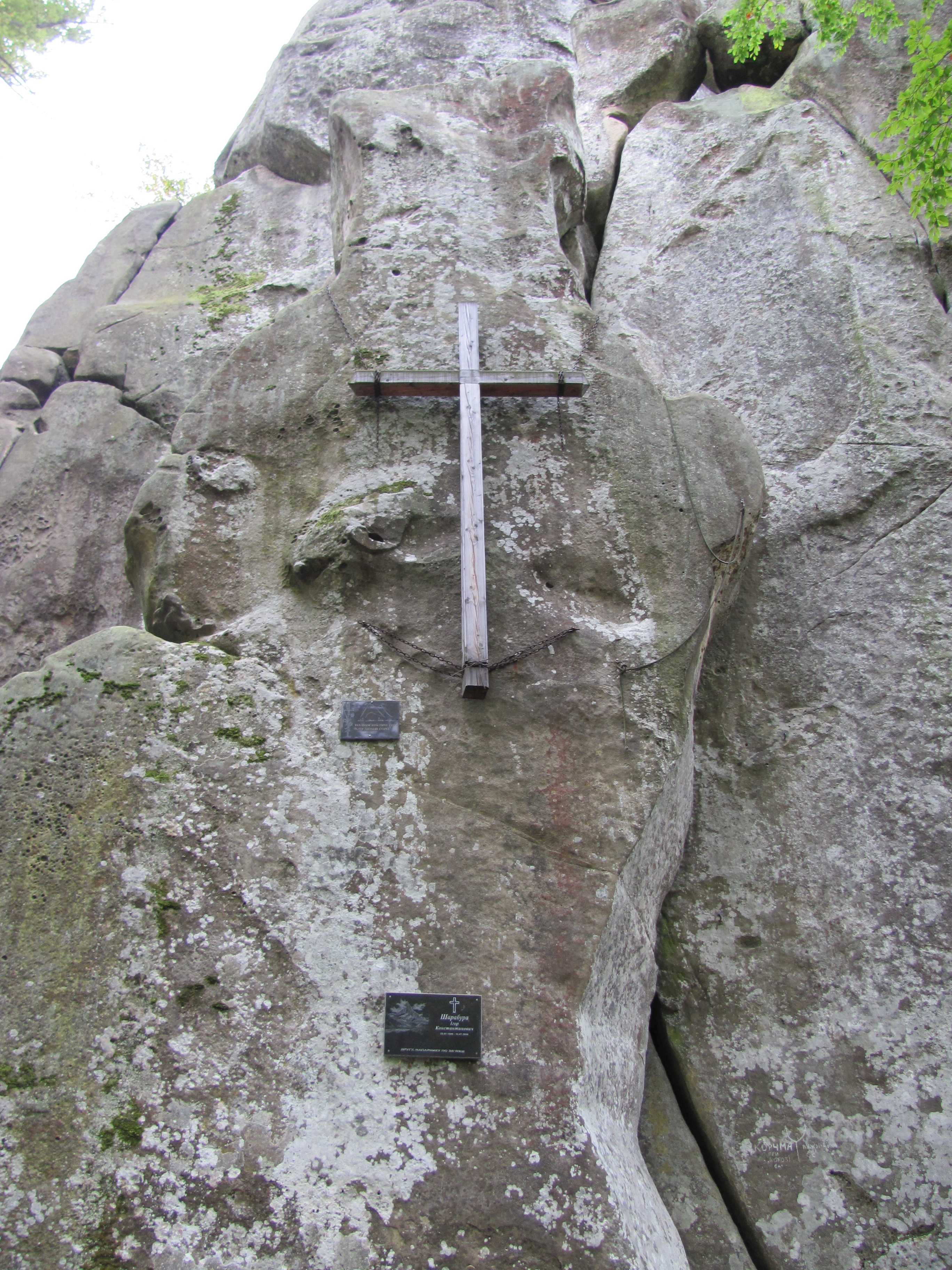
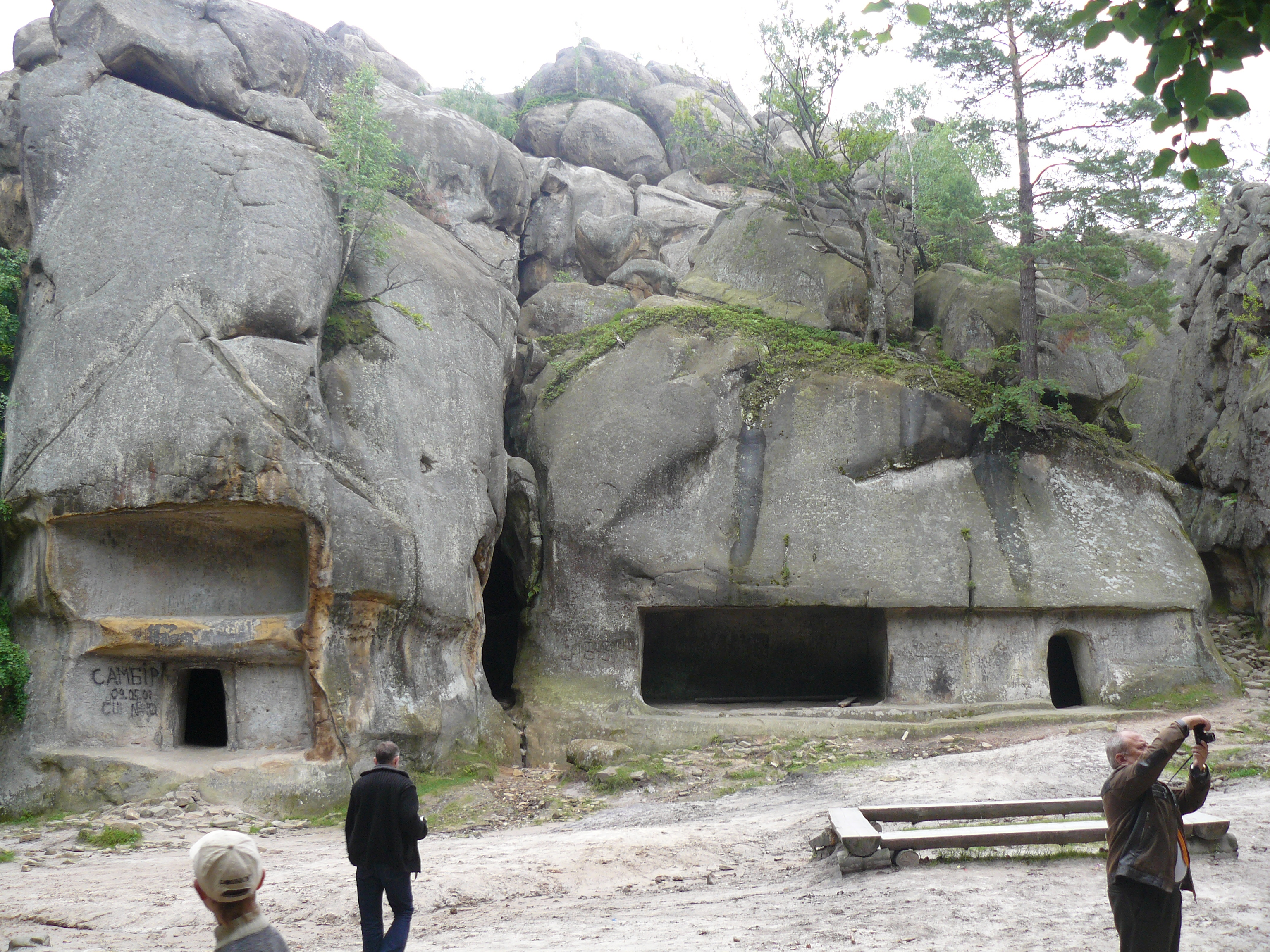
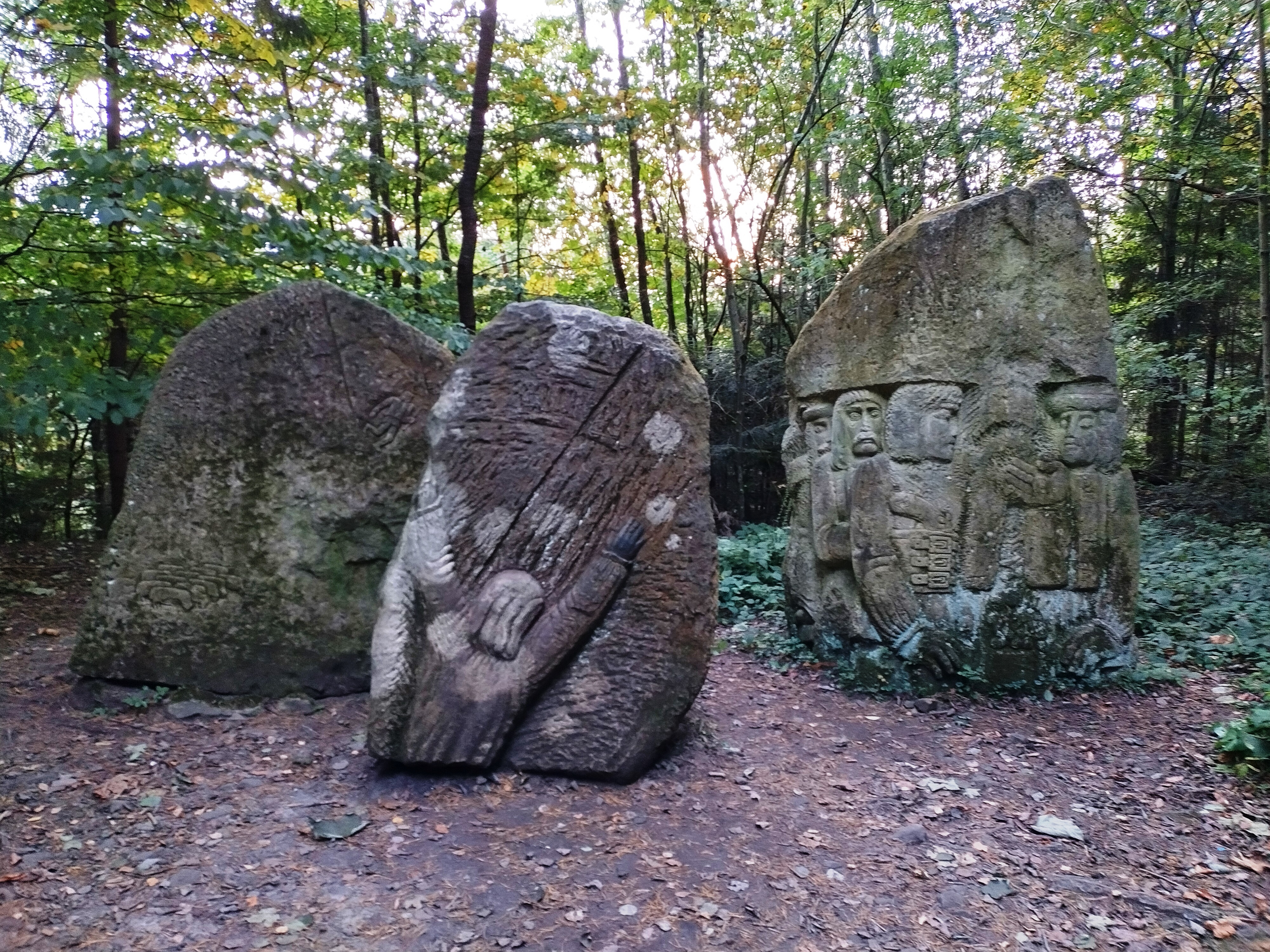
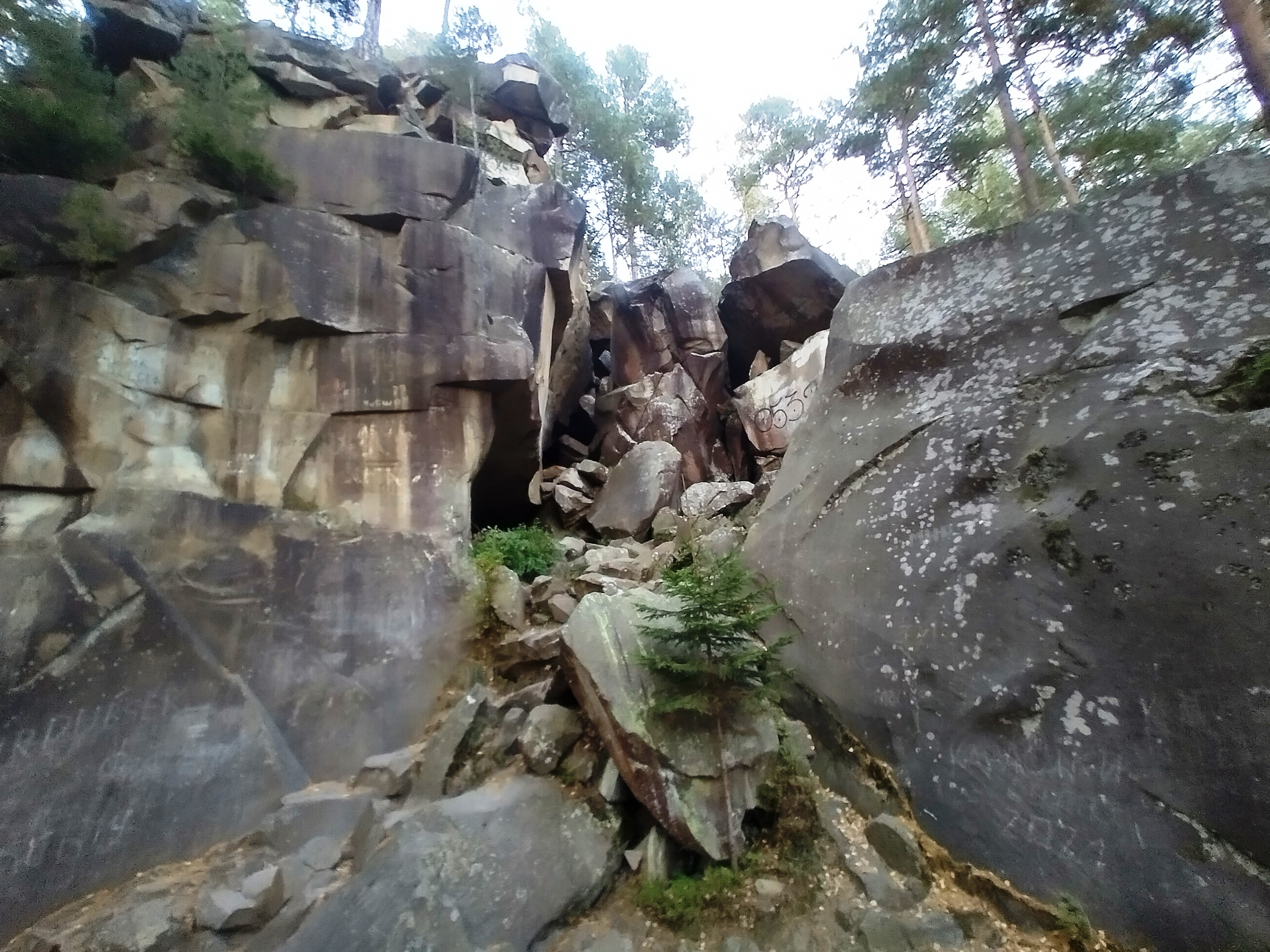
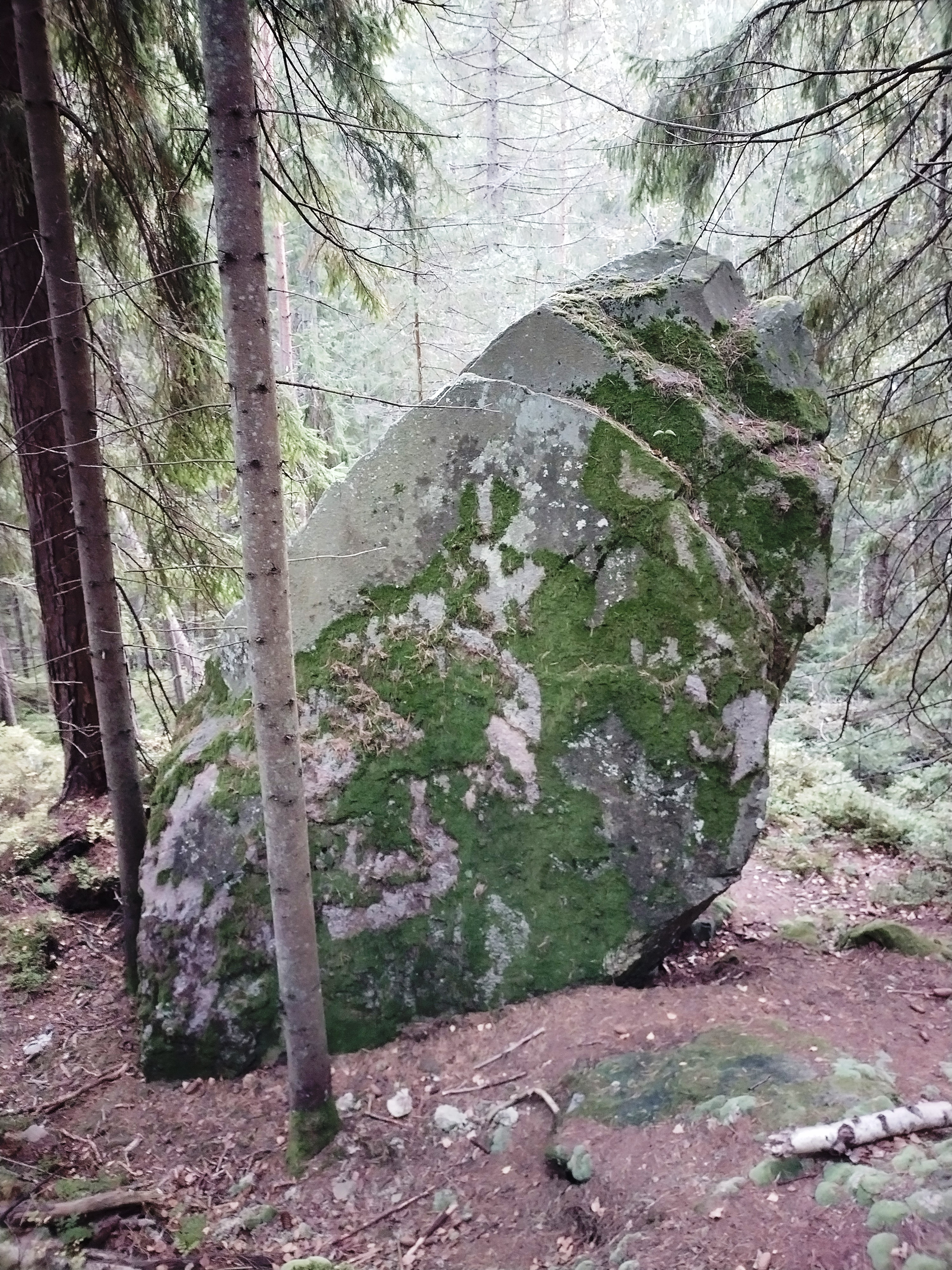
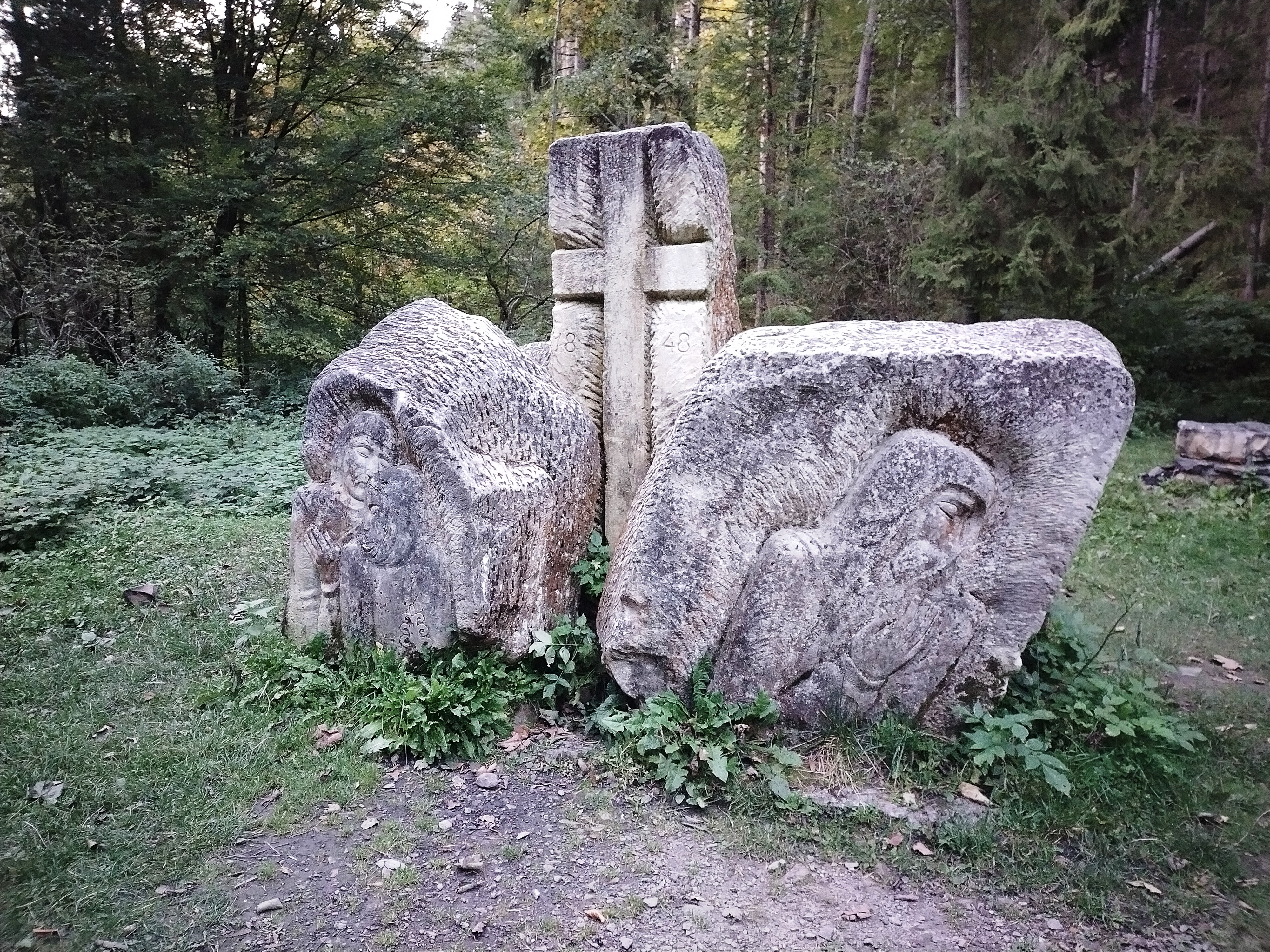